# 조선미술동맹
조선미술동맹(朝鮮美術同盟)은 1945년 10월 30일과 1946년 11월 10일에 미군정 지역에서 각각 결성된 미술인 단체이다. 두 번째 단체가 첫 번째 단체를 계승한 관계이다.

## 조선미술동맹 (1945년)
조선미술동맹은 태평양 전쟁 종전 직후 좌우익 미술인들이 함께 결성한 조선미술건설본부의 내분 사태에서 성립되었다. 1945년 9월 15일에 조선미술건설본부의 좌익 미술인들이 분리되어 조선프롤레타리아미술동맹을 창립하였다. 조선프롤레타리아미술동맹은 10월 30일부터 조선미술동맹이라는 이름으로 개칭하고 활동하였다.
한편, 조선미술건설본부와 그 후신인 조선미술협회를 주도한 고희동이 비상국민회의를 지지하는 등 분명한 우익 성향을 드러내면서 좌익 미술계와는 대립하게 되었다. 조선미술동맹은 11월 7일에 출범한 조선미술협회와와 대립 관계를 유지하였다.

## 조선미술동맹 (1946년)
1946년 2월에는 좌파 또는 무소속 성향의 미술인들이 모여 신세대 미술 건설을 기치로 조선조형예술동맹을 결성했다. 위원장은 윤희순, 부위원장은 길진섭이었다. 비슷한 시기에 조선미술동맹은 조선미술가동맹으로 개편되었다. 조선미술가동맹에는 기존 조선미술동맹 맹원 외에 조선미술가협회를 탈퇴한 김주경, 이인성 등이 가세했다.
1946년 11월 10일에 조선미술가동맹과 조선조형예술동맹은 통합하여 조선미술동맹을 출범시켰다. 위원장은 화가 길진섭이며, 이인성과 오지호가 부위원장을 맡았다.
서기서무분과위원장은 박문원, 서기국장은 김만형, 동양화부 위원장 김기창, 정종여, 조각부 위원장 이성, 서양화부 위원장 이쾌대, 박영선, 공예부 위원장 김봉룡, 아동미술부 위원장 정현웅, 미술평론부 위원장 윤희순, 무대미술부 위원장 김일영, 미술교육부 위원장 이순종, 선전미술부 위원장은 한홍택이다.
그러나 미군정의 좌익 계열 탄압으로 차츰 활동이 줄어들다가, 제1공화국 출범 이후 자연스럽게 소멸되었다. 길진섭 등 중심 인물들은 조선민주주의인민공화국으로 들어가 1953년 창립된 조선미술가동맹 체제에 흡수되었다.

## 같이 보기
- 조선미술협회
- 조선미술가동맹

## 참고자료
- 강만길 (2006년 7월 10일). 《고쳐 쓴 한국현대사》. 서울: 창비. 506~507쪽쪽. ISBN 8936482327.